# Бурих Юрій Сергійович
Бурих Юрій Сергійович (* 31 січня 1939, Курськ — † 9 серпня 1987, Курськ) — український радянський артист оперети, співак (баритон). Заслужений артист УРСР (1969).

## Життєпис
1961 року закінчив у Москві Державний інститут театрального мистецтва (ГІТІС) (викладачі Б. Покровський і А. Гончаров).
1961–1963 — артист Харківського театру музичної комедії.
1964–1985 — артист Київського державного театру оперети.
«Актор яскравого сценічного образу, його персонажі різняться елегантністю та вишуканістю. Мав високий баритон приємного тембрового забарвлення. Виконував класичні та циганські романси у концертних програмах».

## Ролі
- Фальк («Кажан» Й. Штрауса)[3]
- Сашко («На світанку» О. Сандлера)
- Петрик («На світанку» О. Сандлера)[4]
- Сергій («Четверо з вулиці Жанни» О. Сандлера)
- Ярослав Гашек («Мій бравий солдат Швейк» В. Лукашова)
- Атос («Три мушкетери» М. Дунаєвського)
- Рогмунд Бжеський («Сто перша дружина султана» А. Філіпенка)
- Порґі («Порґі і Бесс» Дж. Ґершвіна)
- Максим Балле («Клокло» Ф. Легара)
- Марсель («Фіалка Монмартра» І. Кальмана)
- Міклош («Останній чардаш» І. Кальмана)
- Яшка («Весілля в Малинівці» О. Рябова)[5]
- Боні («Сільва» І. Кальмана)
- Присипкін («Клоп» за В. Маяковським, муз. Г. Юдіна, Харківський театр музкомедії)[6]